# Elecciones provinciales de Mendoza de 1918
Las elecciones generales de Mendoza de 1918 tuvieron lugar el domingo 20 de enero del mencionado año con el objetivo de elegir al Gobernador y al Vicegobernador para el período 1918-1922. Fueron las segundas elecciones provinciales mendocinas realizadas desde el establecimiento del sufragio secreto en el país. Debido a la abstención del Partido Socialista (PS), y a la reunificación del conservadurismo provincial bajo la figura de Emilio Civit, en medio de la crisis del gobierno de Francisco S. Álvarez, líder de la otra facción conservadora, la competencia electoral fue completamente bipartidista entre Civit y José Néstor Lencinas, de la Unión Cívica Radical (UCR).
Lencinas obtuvo un abrumador triunfo con el 59.01% de los votos contra el 40.99% de Civit, venciendo el radicalismo en todos los departamentos de la provincia excepto en Tupungato, donde se impuso Civit con más de dos tercios de los votos. La competencia más cerrada se dio en el Departamento Junín, donde Lencinas superó a Civit por solo 3 votos. Lencinas asumió el 6 de marzo como el primer gobernador radical de Mendoza, y el segundo mandatario electo en comicios competitivos.
Sin embargo, Lencinas se enemistó con el gobierno de Hipólito Yrigoyen, de su mismo partido, fundando lo que posteriormente sería una corriente política propia dentro del radicalismo, denominada lencinismo. Tras un intento de intervención federal y un breve retorno al poder, Lencinas falleció el 20 de enero de 1920, sin llegar a terminar su mandato constitucional, siendo la provincia intervenida más tarde el 6 de septiembre del mismo año. Sin embargo, la intervención yrigoyenista no sirvió para impedir que el radicalismo mendocino fuese hegemonizado rápidamente por su hijo, Carlos Washington Lencinas, triunfando el lencinismo en todas las elecciones que siguieron hasta la ejecución del golpe de Estado de 1930.